# Quincerot, Côte-d'Or
Quincerot är en kommun i departementet Côte-d'Or i regionen Bourgogne-Franche-Comté i östra Frankrike. Kommunen ligger i kantonen Montbard som tillhör arrondissementet Montbard. År 2022 hade Quincerot 78 invånare.

## Befolkningsutveckling
Antalet invånare i kommunen Quincerot
Referens:INSEE